# Kurt Schumacher
Kurt Schumacher (13. oktober 1895 i Chełmno, Vestpreussen – 20. august 1952 i Bonn) var en tysk politiker (SPD).
Schumacher, der havde en doktorgrad i jura, blev medlem af det tyske socialdemokratiske parti, SPD, i 1918, og var formand for partiet i de vestlige zoner fra 1946 til 1952; fra 1949-1952 tillige formand for partiets gruppe i Forbundsdagen. Samarbejdet med SPD i Østtyskland blev afbrudt grundet dets samarbejde med KPD.
Fra 1933-1945 sad han i kz-lejr, hvilket forværrede hans helbred væsentligt. Alligevel spillede han i efterkrigsårene en stor rolle i skabelsen af det vesttyske demokrati. Ved valget i 1949 var han SPDs kanslerkandidat. Schumacher stod i stærk opposition til Konrad Adenauer og hans vestorienterede udenrigspolitik under Bonnrepublikens første år, ligesom han var skarp modstander af både nazismen og fascismen.